# ダニエル・マーフィー
ダニエル・トーマス・マーフィー（Daniel Thomas Murphy, 1985年4月1日 - ）は、アメリカ合衆国フロリダ州デュバル郡ジャクソンビル出身の元プロ野球選手。右投左打。愛称はマーフ（Murph）。

## 経歴

### プロ入りとメッツ時代
2006年のMLBドラフト13巡目（全体394位）でニューヨーク・メッツから指名され、プロ入り。
2008年8月2日にマーロン・アンダーソンの故障者リスト入りに伴い、メジャーに昇格。この年は49試合に出場し、少ない打席数ながらも.313の高打率を記録。
2009年は一塁手のレギュラーに定着し、打率.266・12本塁打・63打点とまずまずの成績を残した。
2010年はスプリングトレーニング中に十字靭帯断裂をし、シーズンを全休した。
2011年は二塁手のレギュラーとして出場し続けていたが、アイク・デービス、デビッド・ライトの故障により、一塁手、三塁手としても出場した。しかしシーズン後半、ブルックス・コンラッドの盗塁を阻止しようとした際に左足を負傷。最終的に109試合に出場し打率.320を記録した。
2013年8月26日から9月1日にかけて、7試合の出場で29打数13安打（打率.448）、5二塁打、7打点、2盗塁などの成績を残し、プレイヤー・オブ・ザ・ウィークを初受賞した。
2014年1月17日にメッツと570万ドルの1年契約を結んだ。前半戦は、好成績を残し、自身初めてオールスターに選出された。
2015年はシーズン開幕前のスプリングトレーニングで宗教上の理由でボイコットする事態が起きた(後述)。

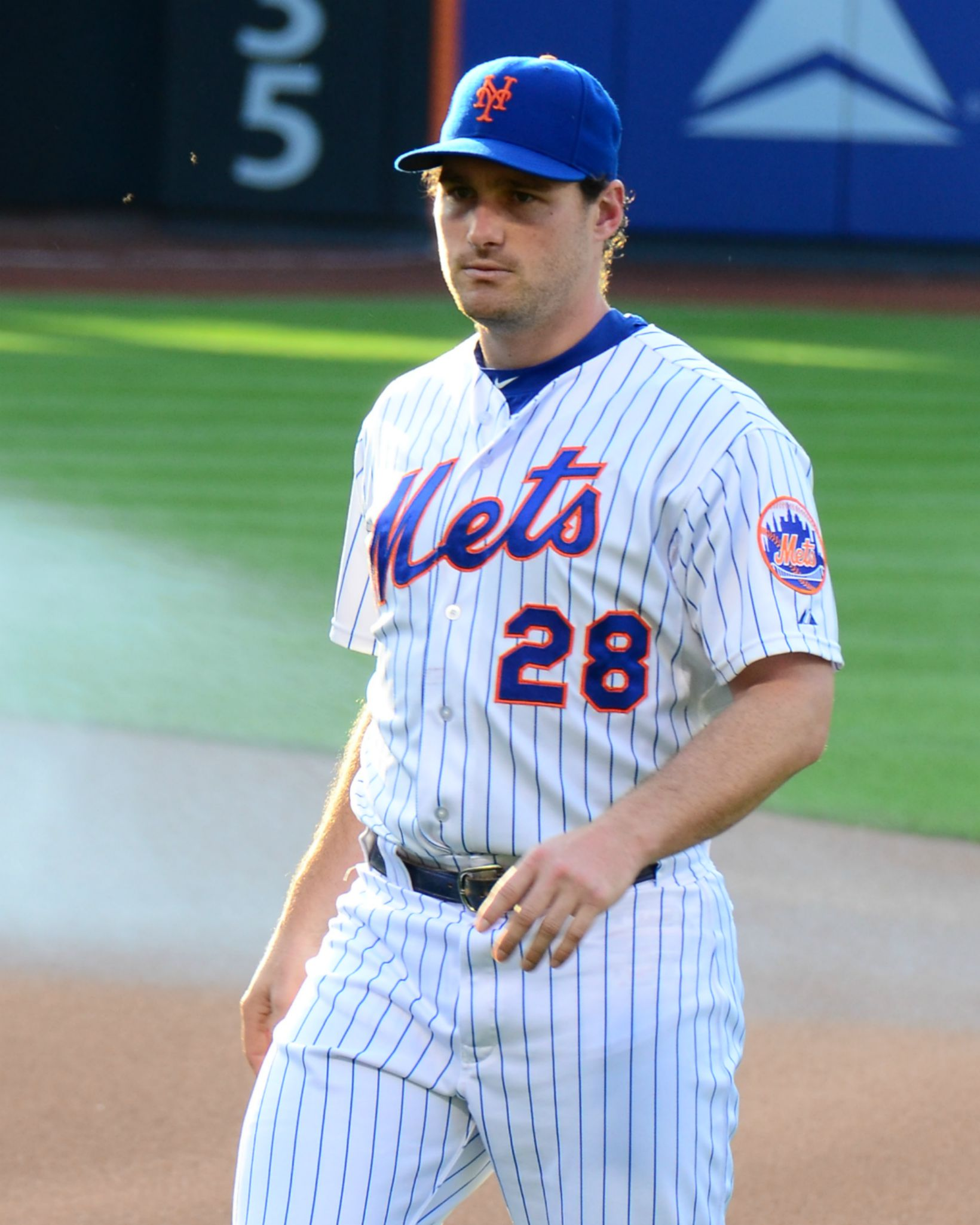
ニューヨーク・メッツ時代
(2015年7月25日)

シーズンでは二塁手・三塁手として130試合に出場し、これまでとは異なる質の成績を記録した。打率.281・14本塁打・73打点という打撃成績を残したが、3年連続で80以上だった三振が38まで減少した。走塁面では、3年連続2桁盗塁を記録していたが、2盗塁・2盗塁刺に終わった。チームにとって9年ぶりのポストシーズン、ロサンゼルス・ドジャースとのディビジョンシリーズでポストシーズン初出場を果たし、第1戦でドジャースのエースのクレイトン・カーショウから先制本塁打を放ち、勝利に貢献した。その後、第4戦、第5戦でも本塁打を放つなど活躍した。シカゴ・カブスとのリーグチャンピオンシップシリーズでは全4試合で本塁打を放つなど、17打数9安打（打率.529）、4本塁打、6打点の大活躍でMVPを受賞した。また、ディビジョンシリーズからチャンピオンシップシリーズにかけてポストシーズン6試合連続で本塁打を放ち、カルロス・ベルトラン（2004年）の持っていた歴代記録を更新した。カンザスシティ・ロイヤルズとのワールドシリーズでは、一転して打撃不振に陥った。5試合で20打数3安打（打率.150）、7三振などを記録し、第4戦、第5戦では、試合終盤で失点に繋がる失策を喫した。この年のポストシーズンで記録した7本塁打は、歴代2位タイ（1位と1本差）だった。オフの11月2日にFAとなった。

### ナショナルズ時代

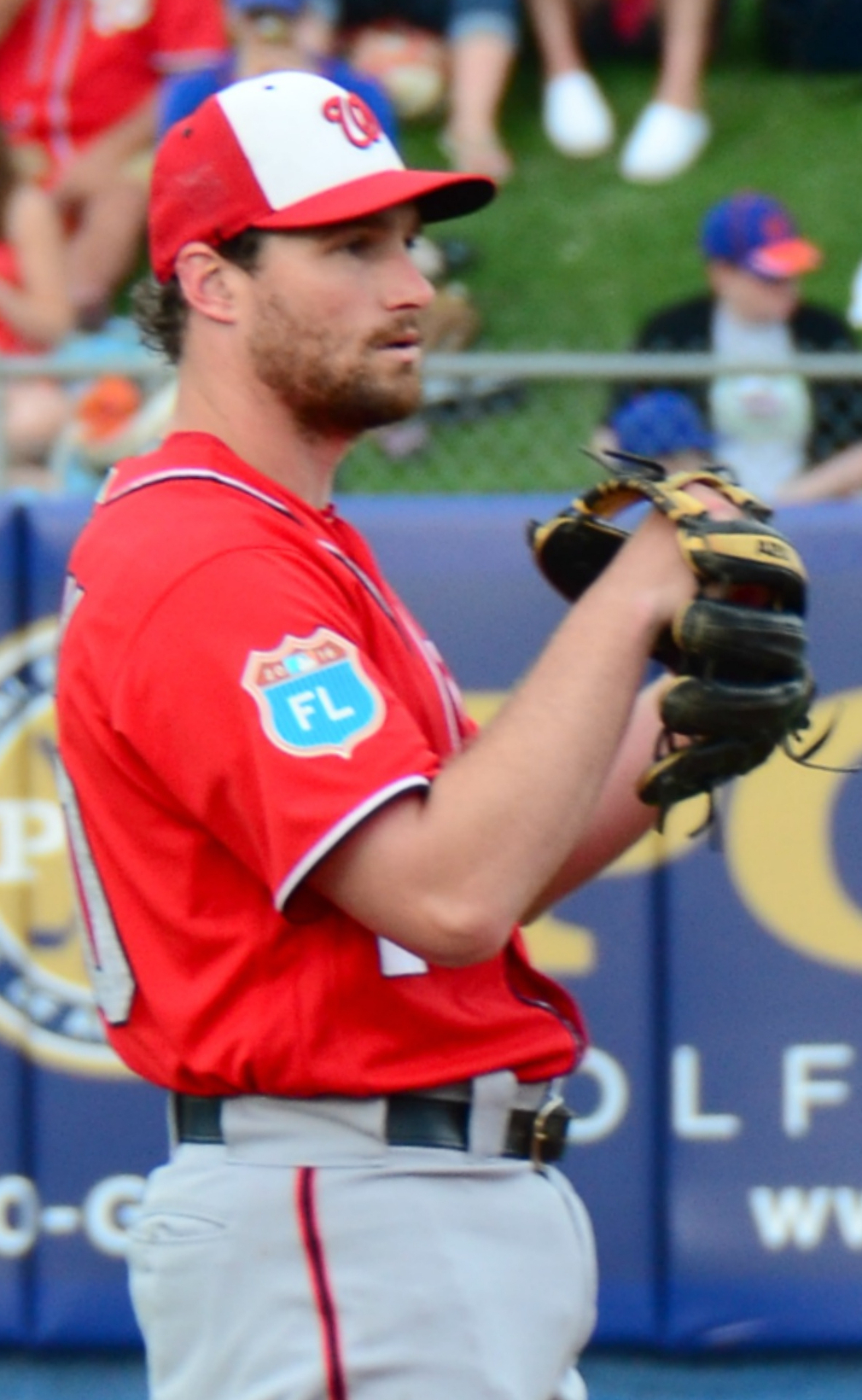
ワシントン・ナショナルズ時代
(2016年3月18日)

2016年1月6日、ワシントン・ナショナルズと3年3750万ドルで契約を結んだ。シーズンでは昨年のポストシーズンの勢そのままに開幕から打撃が覚醒し、4月は月間打率.370、5月は.416の活躍で5月の月間MVPにも選ばれた。リーグ首位打者を維持したまま前半戦を終え、前半戦は打率.348、キャリアハイを更新する17本塁打を記録した。また、選手間投票で自身2度目のオールスター選出となった。シーズン終盤に臀部を痛めた影響で、9月20日以降は欠場が続いた。10月2日のシーズン最終戦に代打で登場し、この打席で安打を放てばDJ・ルメイユを抜いて打率リーグトップに立つという場面でライトフライに倒れ、結果ルメイユとは打率1厘の差でタイトルを逃した。それでも142試合に出場して打率.347・25本塁打・104打点、いずれもリーグトップの47二塁打・長打率.595を記録。ブライス・ハーパーやライアン・ジマーマンらの調子が上がらない中主砲として地区優勝に貢献した。シーズンのMVP投票ではクリス・ブライアントに次ぐ2位となった。オフの12月29日に第4回ワールド・ベースボール・クラシック（WBC）のアメリカ合衆国代表への参加の意思を表明した。
2017年はシーズン開幕前の2月9日に第4回WBCのアメリカ合衆国代表に選出された。同大会ではマーフィーは二塁手としてイアン・キンズラーの控えだったため、出場機会は少なく、1安打すら記録できなかった。アメリカ合衆国は3月22日の決勝プエルトリコ戦に勝利し、初の優勝を果たした。シーズンでは昨年同様に開幕から好調を維持し、前半戦をリーグトップの打率.342として二年連続でオールスターの先発メンバーに選ばれた。最後まで首位打者争いを繰り広げたが、8月にやや数字を落としたこともあり、チャーリー・ブラックモンにかわされて2年連続で打率はリーグ2位だった。144試合の出場で打率.322、23本塁打、93打点を記録し、ハーパーやジマーマンと並んでクリーンナップを形成しチームの地区優勝に貢献した。
2018年はオフシーズン中に膝のマイクロストラクチャー手術を受けた影響で、開幕から60日間の故障者リストに入った。6月12日に復帰した。

### カブス時代

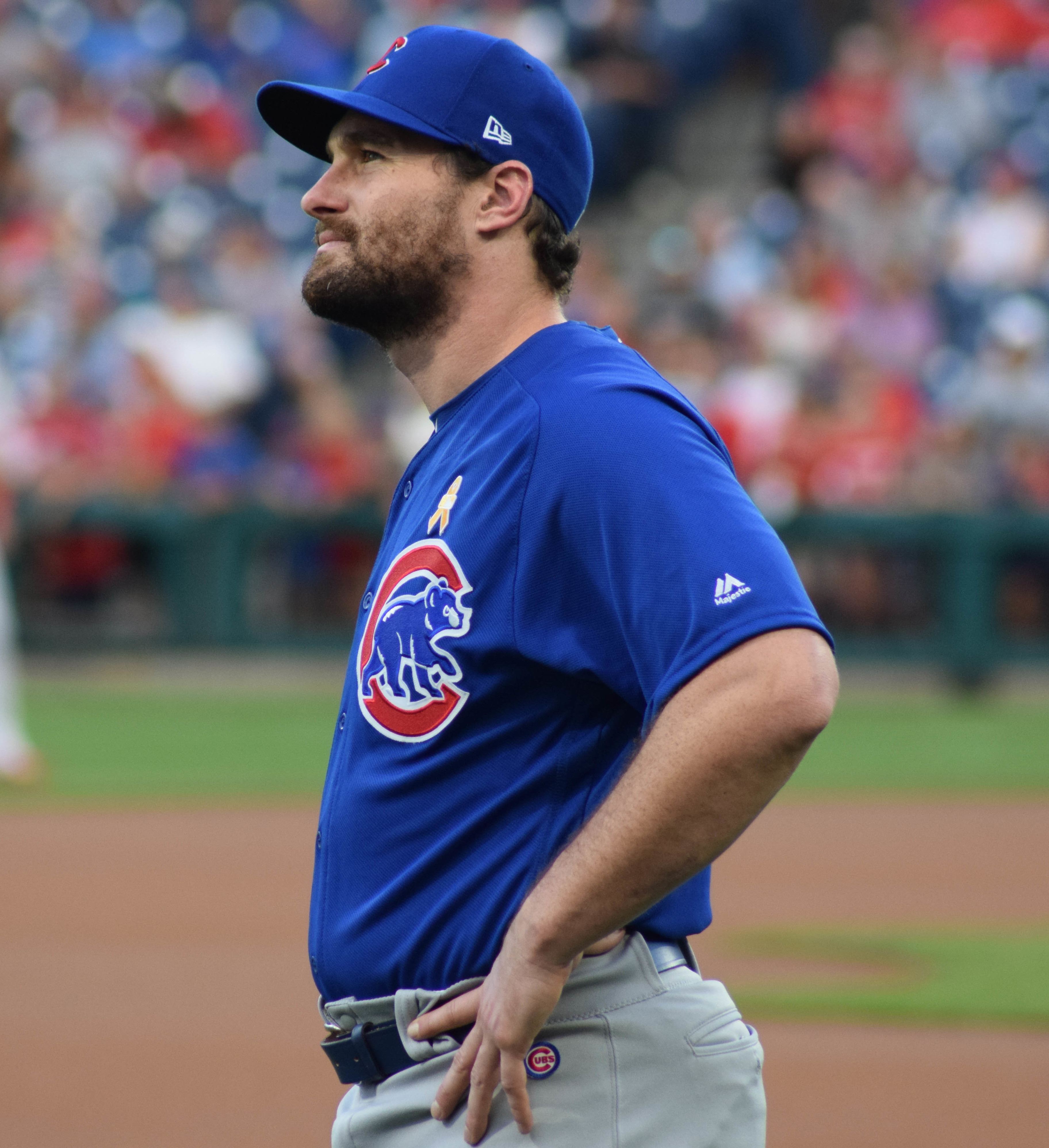
シカゴ・カブス時代
(2018年9月1日)

2018年8月21日にマイナー選手1名と後日決定条件（選手又は金銭）とのトレードで、シカゴ・カブスに移籍した。計91試合の出場で打率.299、12本塁打、42打点を記録した。

### ロッキーズ時代
2018年12月21日にコロラド・ロッキーズと2年契約を結んだ。2019年は132試合の出場で打率.279、13本塁打、78打点だった。
2020年は40試合の出場で打率.236、3本塁打、16打点を記録した。オフの10月28日にFAとなった。
2021年1月29日に現役引退を発表した。

### 現役復帰
2023年3月29日に独立リーグであるアトランティックリーグのロングアイランド・ダックスに入団することが発表され、3シーズンぶりに現役復帰を果たした。37試合に出場し、打率.331、2本塁打、19打点を記録した。

### エンゼルス傘下時代
2023年6月12日にロサンゼルス・エンゼルスがダックスとの契約を買い取る形でマイナー契約を結んだ。AAA級ソルトレイク・ビーズで38試合に出場し、打率.295、1本塁打、25打点という成績を残したが、メジャー昇格を果たすことはできず、8月15日に再び現役を引退した。

## 人物
敬虔なキリスト教徒であり、LGBTを宗教上受け入れることができない。
2015年3月にはゲイのビリー・ビーンがスプリングトレーニングに招待コーチとして現れた際にはボイコットしている。
この際にマーフィーは「ビリーがゲイであることは受け入れられない。他の人は受け入れられても、自分は100%彼のライフスタイルを受け入れられない。」と発言 。
ビーン自体はボイコットされた翌日にMLBの記事で「ダニエルが本音を言ってくれたことに感謝している。本当に。彼のチーム（メッツ）を訪れ、レポーターが彼の意見を私に聞いてくれた。彼が自分の感覚を共有することは勇気のいることで、私にとっては大変よい例であり、いつの日か彼が私の視点（ゲイであること）を受け入れてくれると嬉しい。」と声明を発表した。
マーフィーも同日に声明を出し、メディアとはこの宗教的信念の話は終わりにして野球に集中したいと発表した。

## 詳細情報

### 年度別打撃成績
| 年 度     | 球 団     | 試 合 | 打 席 | 打 数 | 得 点 | 安 打 | 二 塁 打 | 三 塁 打 | 本 塁 打 | 塁 打 | 打 点 | 盗 塁 | 盗 塁 死 | 犠 打 | 犠 飛 | 四 球 | 敬 遠 | 死 球 | 三 振 | 併 殺 打 | 打 率 | 出 塁 率 | 長 打 率 | O P S |
| --------- | --------- | ----- | ----- | ----- | ----- | ----- | -------- | -------- | -------- | ----- | ----- | ----- | -------- | ----- | ----- | ----- | ----- | ----- | ----- | -------- | ----- | -------- | -------- | ----- |
| 2008      | NYM       | 49    | 151   | 131   | 24    | 41    | 9        | 3        | 2        | 62    | 17    | 0     | 2        | 0     | 1     | 18    | 1     | 1     | 28    | 4        | .313  | .397     | .473     | .871  |
| 2009      | NYM       | 155   | 556   | 508   | 60    | 135   | 38       | 4        | 12       | 217   | 63    | 4     | 2        | 4     | 6     | 38    | 4     | 0     | 69    | 13       | .266  | .313     | .427     | .741  |
| 2011      | NYM       | 109   | 423   | 391   | 49    | 125   | 28       | 2        | 6        | 175   | 49    | 5     | 5        | 3     | 2     | 24    | 2     | 3     | 42    | 14       | .320  | .362     | .448     | .809  |
| 2012      | NYM       | 156   | 612   | 571   | 62    | 166   | 40       | 3        | 6        | 230   | 65    | 10    | 2        | 0     | 4     | 36    | 5     | 1     | 82    | 12       | .291  | .332     | .403     | .735  |
| 2013      | NYM       | 161   | 697   | 658   | 92    | 188   | 38       | 4        | 13       | 273   | 78    | 23    | 3        | 0     | 5     | 32    | 2     | 2     | 95    | 13       | .286  | .319     | .415     | .733  |
| 2014      | NYM       | 143   | 642   | 596   | 79    | 172   | 37       | 2        | 9        | 240   | 57    | 13    | 5        | 0     | 5     | 39    | 3     | 2     | 86    | 15       | .289  | .332     | .403     | .734  |
| 2015      | NYM       | 130   | 538   | 499   | 56    | 140   | 38       | 2        | 14       | 224   | 73    | 2     | 2        | 0     | 6     | 31    | 10    | 2     | 38    | 15       | .281  | .322     | .449     | .770  |
| 2016      | WSH       | 142   | 582   | 531   | 88    | 184   | 47       | 5        | 25       | 316   | 104   | 5     | 3        | 0     | 8     | 35    | 10    | 8     | 57    | 4        | .347  | .390     | .595     | .985  |
| 2017      | WSH       | 144   | 593   | 534   | 94    | 172   | 43       | 3        | 23       | 290   | 93    | 2     | 0        | 0     | 3     | 52    | 14    | 4     | 77    | 16       | .322  | .384     | .543     | .928  |
| 2018      | WSH       | 56    | 205   | 190   | 17    | 57    | 9        | 0        | 6        | 84    | 29    | 1     | 0        | 0     | 2     | 13    | 2     | 0     | 17    | 4        | .300  | .341     | .442     | .784  |
| 2018      | CHC       | 35    | 146   | 138   | 23    | 41    | 6        | 0        | 6        | 65    | 13    | 2     | 0        | 0     | 1     | 7     | 0     | 0     | 23    | 1        | .297  | .329     | .471     | .800  |
| '18計     | CHC       | 91    | 351   | 328   | 40    | 98    | 15       | 0        | 12       | 149   | 42    | 3     | 0        | 0     | 3     | 20    | 2     | 0     | 40    | 5        | .299  | .336     | .454     | .790  |
| 2019      | COL       | 132   | 478   | 438   | 56    | 122   | 35       | 1        | 13       | 198   | 78    | 1     | 1        | 0     | 4     | 32    | 1     | 2     | 74    | 10       | .279  | .328     | .452     | .780  |
| 2020      | COL       | 40    | 132   | 123   | 10    | 29    | 3        | 0        | 3        | 41    | 16    | 0     | 0        | 0     | 1     | 7     | 2     | 0     | 21    | 3        | .236  | .275     | .333     | .608  |
| MLB：12年 | MLB：12年 | 1452  | 5755  | 5308  | 710   | 1572  | 371      | 29       | 138      | 2415  | 735   | 68    | 25       | 7     | 48    | 364   | 56    | 25    | 709   | 124      | .296  | .341     | .455     | .796  |

- 各年度の太字はリーグ最高

### 年度別守備成績
| 年 度 | 球 団 | 一塁（1B） | 一塁（1B） | 一塁（1B） | 一塁（1B） | 一塁（1B） | 一塁（1B） | 二塁（2B） | 二塁（2B） | 二塁（2B） | 二塁（2B） | 二塁（2B） | 二塁（2B） | 三塁（3B） | 三塁（3B） | 三塁（3B） | 三塁（3B） | 三塁（3B） | 三塁（3B） | 左翼（LF） | 左翼（LF） | 左翼（LF） | 左翼（LF） | 左翼（LF） | 左翼（LF） |
| 年 度 | 球 団 | 試 合      | 刺 殺      | 補 殺      | 失 策      | 併 殺      | 守 備 率   | 試 合      | 刺 殺      | 補 殺      | 失 策      | 併 殺      | 守 備 率   | 試 合      | 刺 殺      | 補 殺      | 失 策      | 併 殺      | 守 備 率   | 試 合      | 刺 殺      | 補 殺      | 失 策      | 併 殺      | 守 備 率   |
| ----- | ----- | ---------- | ---------- | ---------- | ---------- | ---------- | ---------- | ---------- | ---------- | ---------- | ---------- | ---------- | ---------- | ---------- | ---------- | ---------- | ---------- | ---------- | ---------- | ---------- | ---------- | ---------- | ---------- | ---------- | ---------- |
| 2008  | NYM   | -          | -          | -          | -          | -          | -          | -          | -          | -          | -          | -          | -          | -          | -          | -          | -          | -          | -          | 32         | 50         | 1          | 2          | 1          | .962       |
| 2009  | NYM   | 101        | 790        | 74         | 10         | 81         | .989       | -          | -          | -          | -          | -          | -          | -          | -          | -          | -          | -          | -          | 27         | 56         | 1          | 3          | 1          | .950       |
| 2011  | NYM   | 52         | 419        | 36         | 4          | 36         | .991       | 24         | 36         | 55         | 2          | 5          | .978       | 28         | 13         | 43         | 4          | 4          | .933       | 1          | 1          | 0          | 0          | 0          | 1.000      |
| 2012  | NYM   | 12         | 46         | 4          | 0          | 5          | 1.000      | 138        | 228        | 325        | 15         | 69         | .974       | -          | -          | -          | -          | -          | -          | -          | -          | -          | -          | -          | -          |
| 2013  | NYM   | 7          | 70         | 5          | 2          | 3          | .974       | 150        | 263        | 391        | 16         | 86         | .976       | -          | -          | -          | -          | -          | -          | -          | -          | -          | -          | -          | -          |
| 2014  | NYM   | 1          | 0          | 0          | 0          | 0          | .---       | 126        | 209        | 347        | 15         | 88         | .974       | 16         | 6          | 26         | 0          | 4          | 1.000      | -          | -          | -          | -          | -          | -          |
| 2015  | NYM   | 17         | 117        | 14         | 1          | 12         | .992       | 69         | 118        | 166        | 6          | 32         | .979       | 42         | 16         | 71         | 6          | 5          | .935       | -          | -          | -          | -          | -          | -          |
| 2016  | WSH   | 21         | 134        | 16         | 1          | 14         | .993       | 117        | 194        | 265        | 9          | 76         | .981       | 1          | 1          | 1          | 1          | 0          | .667       | -          | -          | -          | -          | -          | -          |
| 2017  | WSH   | -          | -          | -          | -          | -          | -          | 139        | 218        | 353        | 9          | 86         | .984       | -          | -          | -          | -          | -          | -          | -          | -          | -          | -          | -          | -          |
| 2018  | WSH   | 14         | 82         | 4          | 0          | 8          | 1.000      | -          | -          | -          | -          | -          | -          | -          | -          | -          | -          | -          | -          | -          | -          | -          | -          | -          | -          |
| 2018  | CHC   | 38         | 53         | 69         | 4          | 9          | .968       | 33         | 53         | 61         | 2          | 17         | .983       | -          | -          | -          | -          | -          | -          | -          | -          | -          | -          | -          | -          |
| '18計 | CHC   | 14         | 82         | 4          | 0          | 8          | 1.000      | 71         | 106        | 130        | 6          | 26         | .975       | -          | -          | -          | -          | -          | -          | -          | -          | -          | -          | -          | -          |
| 2019  | COL   | 110        | 909        | 109        | 9          | 97         | .991       | 3          | 0          | 3          | 0          | 1          | 1.000      | -          | -          | -          | -          | -          | -          | -          | -          | -          | -          | -          | -          |
| 2020  | COL   | 29         | 228        | 27         | 3          | 29         | .988       | -          | -          | -          | -          | -          | -          | -          | -          | -          | -          | -          | -          | -          | -          | -          | -          | -          | -          |
| MLB   | MLB   | 364        | 2795       | 289        | 30         | 285        | .990       | 837        | 1372       | 2035       | 78         | 469        | .978       | 87         | 36         | 141        | 11         | 13         | .941       | 60         | 107        | 2          | 5          | 2          | .956       |

- 各年度の太字はリーグ最高

### 表彰
- シルバースラッガー賞（二塁手部門） : 2回（2016年、2017年）[23]
- ナショナルリーグ・リーグチャンピオンシップシリーズMVP：1回（2015年）
- プレイヤー・オブ・ザ・ウィーク：1回（2013年8月26日 - 9月1日）

### 記録
- MLBオールスターゲーム選出：3回（2014年、2016年、2017年）

### 背番号
- 28（2008年 - 2015年）
- 20（2016年 - 2018年8月20日）
- 3（2018年8月22日 - 同年終了）
- 9（2019年 - 2020年）

### 代表歴
- 2017 ワールド・ベースボール・クラシック・アメリカ合衆国代表